# Praha-Komořany (železniční zastávka)
Praha-Komořany je železniční zastávka na neelektrifikované Praha – Vrané nad Vltavou – Čerčany/Dobříš. Stojí u železničního přejezdu ulic U Skladu a U Soutoku. Stanice je součástí Pražské integrované dopravy.

## Historie
Železniční zastávka byla v Komořanech zprovozněna roku 1997 při výročí sto let od zahájení provozu na trati z Modřan do Dobříše. Stojí mezi nádražím Praha-Zbraslav a zastávkou Praha-Modřany, se kterou nahradila zrušené nádraží Praha-Modřany (rok 1991).
Na jednokolejné trati je pouze jedno nástupiště, které původně mělo tři přístřešky zastřešené kulatou střechou, po rekonstrukci tři zasklené přístřešky s postranními stěnami. Nástupiště od okolí odděluje dlouhá bílá cihlová zeď.

### Vlečka
Z modřanského nádraží od jeho zbraslavského zhlaví vedla do Modřanské strojírny 1,5 kilometru dlouhá vlečka. Měla sklon, který dosahoval až 40 promile a oblouky o poloměru 120 metrů. Z této vlečky odbočovala další vlečka dlouhá 154 metry do cihelny KOMO, zprovozněná 1. prosince 1919 (o dva roky později prodloužená na 193 metry).
Na vlečce do strojíren byla od 10. května do 14. srpna 1995 zavedena náhradní železniční doprava do Komořan při výluce autobusové dopravy kvůli rekonstrukci asi kilometr dlouhého úseku silnice.